# Dwór w Strzałkowie
Dwór w Strzałkowie – zrujnowany zabytek na terenie agromiasteczka Janowicze na Białorusi, w rejonie kleckim obwodu mińskiego.

## Historia
Właścicielami majątku Strzałkowo (albo Strzałków), (biał. Стралкава, ros. Стралково) była na przełomie XIX i XX wieku rodzina Strzałków herbu Ostoja. Dominik Strzałko (1872–1929) zbudował tu w 1909 roku neoklasycystyczny dworek. Dr Strzałko był miejscowym lekarzem-okulistą, społecznikiem i dobrodziejem, który zdobył powszechne uznanie, lecząc miejscową ubogą ludność za darmo.
Dominik Strzałko był dwukrotnie żonaty. Z pierwszą żoną miał czworo dzieci, były to:
- Stefan (1907–1972) – prawnik, który ożenił się w 1947 roku z Marią Malkiewiczówną (1908–1975), romanistką, profesorem Uniwersytetu Jagiellońskiego
- Stanisław – inżynier mechanik
- Aleksander – inżynier rolnik, który Strzałkowo miał odziedziczyć
- Maria, późniejsza Kowalewska[3].

Z drugą żoną, Jadwigą Jankowską (1882–1944) miał syna Mieczysława (1919–1973) – lekarza neurologa, profesora Wojskowej Akademii Medycznej w Łodzi pułkownika ludowego Wojska Polskiego.
Bratem stryjecznym Dominika Strzałki był Franciszek Strzałko. Tenże Franciszek Strzałko był siostrzeńcem matki Jadwigi Strzałki.
W okresie międzywojennym Strzałkowo należało do gminy Hrycewicze leżącej w powiecie nieświeskim województwa nowogródzkiego. Strzałkowie utracili swój majątek w 1939 roku po agresji ZSRR na Polskę. Za czasów radzieckich dworek przeznaczono na mieszkania komunalne, co przyczyniło się do zrujnowania budynku. W latach 90. XX lokalne władze sprzedały majątek prywatnemu inwestorowi, który praktycznie nie podjął żadnych prac mających na celu uratowanie chylącego się zabytku.
Wieś i folwark Strzałkowo zostały 28 grudnia 2007 roku włączone do agromiasteczka Janowicze.

## Dwór
Strzałkowski dwór był wzniesiony na planie prostokąta o wymiarach 26x14 m. Jest to murowany, parterowy dom na kamiennej podmurówce. Fasada zaakcentowana jest centralnym ryzalitem z masywnym czterokolumnowym portykiem (o charakterystycznych, zwężających się ku górze filarach, bez baz) i trójkątnym frontonem z okrągłym okienkiem. Portyk wyniesiony jest na poziom trzech stopni. W elewacji ogrodowej znajduje się półokrągły ryzalit. Dom jest przykryty wysokim, czterospadowym dachem z dwiema lukarnami po każdej stronie. Obecnie pokryty jest blachą falistą.
We wnętrzach zachowały się westybul i duża sala, drewniane belkowane stropy, kaflowe kominki oraz sztukateryjne rozety i gzymsy.
W pobliżu dworu stoi drewniany parterowy spichlerz (18x9 m) z podcieniem wspartym na rzędzie słupów ustawionych wzdłuż frontowej ściany, o szerokości 2 m, kryty dachem naczółkowym. Ponadto stoi chylący się ku upadkowi dom dla pracowników folwarku, w którym Dominik Strzałko mieszkał, gdy budował dworek. Nie zachował się gazon przed domem, natomiast zachowała się krótka aleja starych drzew wiodąca do dworu. Przed domem stoją dwa stare drzewa i resztki bramy wjazdowej w postaci dwóch masywnych filarów.
Majątek w Strzałkowie został opisany w 2. tomie Dziejów rezydencji na dawnych kresach Rzeczypospolitej Romana Aftanazego.